# 森勉 (工学者)
森 勉（もり つとむ、1934年10月 - 2022年8月6日）は、日本の金属工学者。東京科学大学名誉教授。マンチェスター大学名誉教授。日本金属学会賞受賞。

## 人物・経歴
東京市四谷生まれ。1957年東京工業大学（現東京科学大学）理工学部金属工学科卒業、東京工業大学理工学部金属工学科助手。
1965年工学博士。ノースウェスタン大学博士研究員を経て、1968年東京工業大学工学部金属工学科助教授。1975年東京工業大学大学院総合理工学研究科材料科学専攻教授。1995年退官、名誉教授、リョービ研究部嘱託。村上雅人、佐藤彰一らと共同でe-Mn-Si系形状記憶合金を発見。
1996年にリョービ研究部嘱託を退職後、マンチェスター大学材料・素材学科教授、防衛大学校研究協力者なども務め、東京工業大学名誉教授、マンチェスター大学名誉教授、東京科学大学名誉教授の称号を受けた。2003年日本金属学会賞受賞。指導学生に加藤雅治東京工業大学名誉教授、時田隆仁富士通社長、柴田昭市元陸将などがいる。